# Leioproctus hudsoni
Leioproctus hudsoni är en biart som först beskrevs av Cockerell 1925.  Leioproctus hudsoni ingår i släktet Leioproctus och familjen korttungebin. Inga underarter finns listade i Catalogue of Life.